# Деніел Гендлер
Деніел Гендлер (англ. Daniel Handler, нар. 28 лютого 1970) — американський письменник і журналіст. Він є найвідомішим за його роботу під псевдонімом Лемоні Снікет, опублікувавши дитячу фантастичну серію «Лихо та й годі» англ. «A Series of Unfortunate Events» і «Всі неправильні питання» під цим ж псевдонімом. Він також опублікував дорослі романи під своїм справжнім ім'ям; його перша книга The Basic Eight була відкинута багатьма видавцями. Його остання книга називається We Are Pirates. Гендлер також грав на акордеоні в кількох групах. За першими трьома книгами серії «Лихо та й годі» у 2004 році вийшов фільм — «Лемоні Снікет: 33 нещастя», головну роль у якому зіграв Джим Керрі. 13 січня 2017 року в ефір вийшов серіал за мотивами серії «Лихо та й годі», перший сезон якого містить 8 епізодів, по два епізоди на кожну книгу. Роль Графа Олафа дісталась актору Нілу Патріку Гаррісу. Серіал продовжили на другий сезон ще до виходу першого. На сьогодні українською мовою перекладено видавництвом «Богдан» чотири книги із тринадцяти: «Поганий початок», «Зміїна зала», «Величезне вікно», «Злощасний тартак».

## Літературна діяльність

### Книги
Чотири головні роботи Деніела Гендлера були опубліковані під його ім'ям. Його перша книга «The Basic Eight» була відкинута багатьма видавцями через її сюжет та емоційний відтінок (темний погляд на життя дівчини-підлітка). Гендлер стверджує, що роман було відхилено 37 разів перш ніж його нарешті опублікували.
«Watch Your Mouth» — його друга робота, була закінчена до того як опублікували «The Basic Eight».

## Громадська діяльність
У 2018 р. підписав звернення Американського ПЕН-центру на захист українського режисера Олега Сенцова, політв'язня у Росії.

## Переклади українською
- Поганий початок,
- Зміїна зала,
- Величезне вікно,
- Злощасний тартак.